# Tratado de Libre Comercio de la Comunidad de Estados Independientes

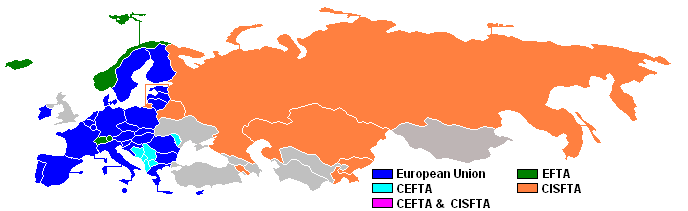
Zonas de libre comercio en Europa; UE, EFTA, CEFTA y CISFTA

CISFTA o Tratado de Libre Comercio de la Comunidad de Estados Independientes, en inglés Commonwealth of Independent States Free Trade Agreement, es un tratado de libre comercio que fue firmado el 18 de octubre de 2011 entre 8 miembros de la CEI: Rusia, Ucrania, Bielorrusia, Kazajistán, Kirguistán, Tayikistán, Moldavia y Armenia. Los países del CIS han estado negociando un TLC desde la desintegración de la Unión Soviética. Azerbaiyán, Turkmenistán y Uzbekistán, aun siendo miembros de la Comunidad de Estados Independientes, no firmaron este TLC.
A fecha de 2013, el tratado no está vigente pero ha sido ratificado por Ucrania, Rusia, Bielorrusia, Moldavia y Armenia.